# Парижский ливр
Парижский ливр (фр. livre parisis) — вплоть до 1203 г. был официальной монетой Франции времён династии Капетингов. После того, как в этом году французский король Филипп II Август присоединил к землям французской короны Анжу и Турень, парижский ливр начал вытесняться имевшим хождение в тех местах турским ливром. Фактически, как реальная монета, он вышел из обращения уже при Людовике IX, однако денежная система, основанная на парижском ливре, продолжала использоваться в окрестностях Парижа вплоть до её официальной отмены в 1667 году королём Людовиком XIV.
Парижский ливр делился на 20 парижских солей, которые, в свою очередь, делились на 12 парижских денье. Так как парижский ливр равнялся 1¼ турского ливра или 25 турских солей, то 1 парижский соль равнялся 15 турским денье, а 1 парижское денье — 1¼ турским денье.